# Heroëncultus

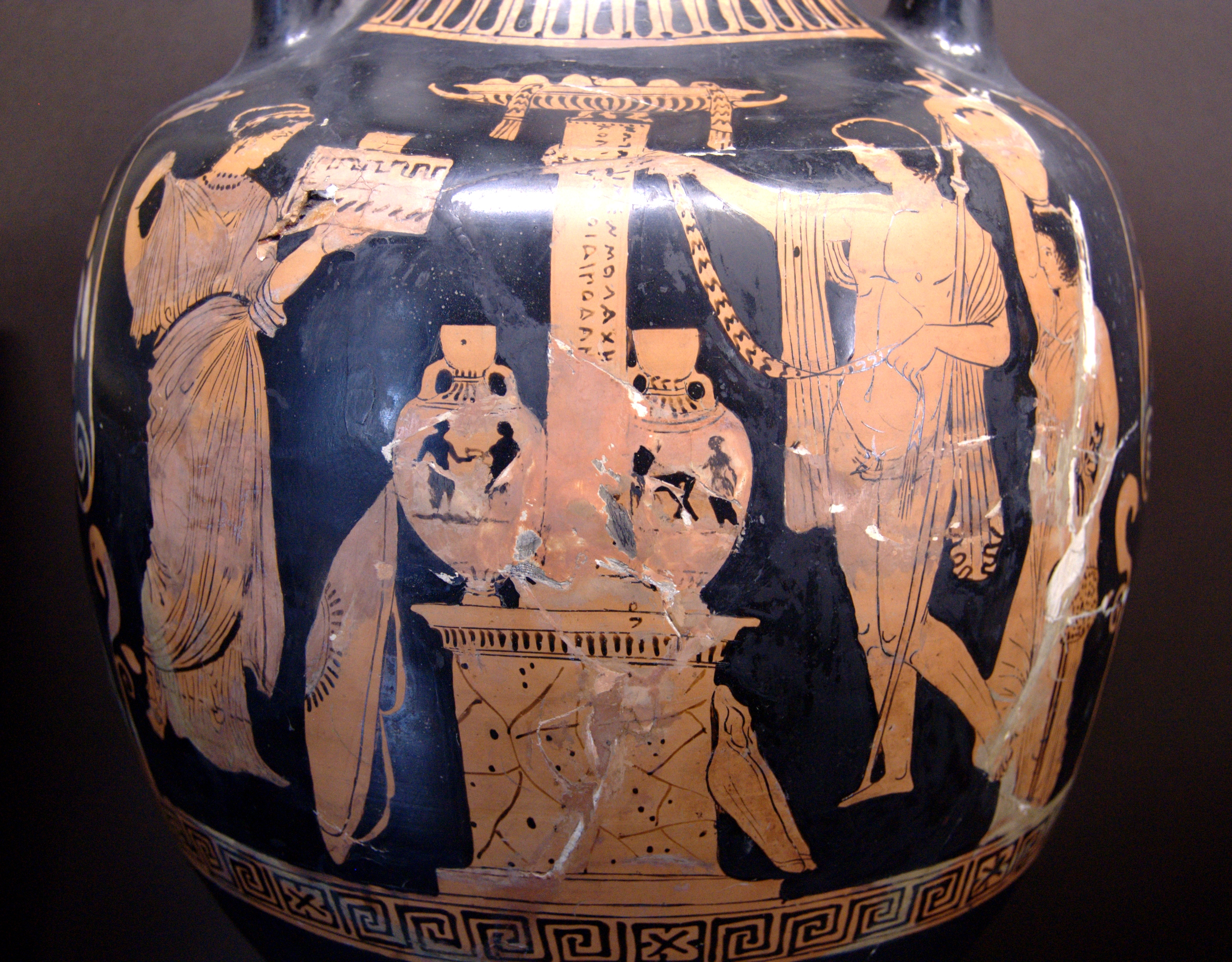
Cultus van Oedipus op een pseudo-Panathenaeïsche amfora uit Lucanië
380-370 v.Chr.
Louvre, CA 308

De heroëncultus was in het oude Griekenland een vorm van rites voor heroën, die als bemiddelaars tussen de goden en de mensen werden beschouwd.

## De heroën
Een heros was vaak de vrucht, of het kind, van de vereniging van een god met een sterveling. Het ging meestal om een uitzonderlijk individu, bijvoorbeeld een stichter van een polis of Grieks heiligdom, die op de plaats van zijn graftombe werd vereerd. Het ging dus om een vorm van dodenverering. De tempel van een heros werd een hérôon genoemd, in tegenstelling tot hiéron voor de tempel van godheden. De heros vervulde vaak de rol van een chtonische godheid, dit wil zeggen een godheid verbonden met de aarde. De slang, het symbool van de autochthonie, is een typisch heroïsch attribuut.
De legendarische heroën zoals Achilles of Menelaos hebben een heroëncultus ontvangen, net als de stichters van poleis (oikistes), bijvoorbeeld Theseus of Erichthonios, in Athene.

## De cultus van de graftombes
De heroëncultus bestond volgens bronnen vanaf de duistere eeuwen en zou zich in de 8e eeuw v.Chr. ontwikkelen. Er waren de Myceense graftombes met offerandes van vazen of terracottafigurines, vaak met de armen opgeheven naar de hemel, misschien als een teken van apotheose. Deze graftombes werden een offerplaats. De Homerische epen gingen in dezelfde periode in het rond, de vaasschilderingen tonen bijvoorbeeld aan dat de pottenbakkers vertrouwd waren met de verhalen over de Trojaanse Oorlog.
Toch beperkte de 'cultus van de graftombes' zich niet tot de heroën bekend uit de Griekse mythologie: scherven dragen de inscriptie: aan de heros, zonder hem te noemen. De cultus, die bij de Myceense graftombes werd gehouden, was ook anoniem. Bovendien ontwikkelde de cultus zich hoofdzakelijk in de poleis, maar verspreidde zich niet naar Kreta of Thessalië.

## Fictie
- Simon Vestdijk verbeeldde in zijn historische roman De held van Temesa (1962) de teloorgang van de cultus voor de heros Polites, naar aanleiding van een beschrijving door Pausanias.